# Polskie Radio Katowice

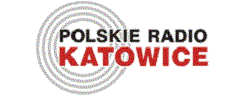
Logo Radia Katowice (2006-2018)

Radio Katowice – regionalna rozgłośnia Polskiego Radia nadająca z Katowic. Istnieje od 1927 roku.

## Historia
Pierwsza siedziba Polskiego radia w Katowicach znajdowała się w ówczesnym gmachu Banku Spółek Zarobkowych przy ul. Warszawskiej 7 (wejście od ul. A. Mielęckiego 1). Uroczyste otwarcie miało miejsce 19 sierpnia 1937 r., w którym uczestniczył inicjator budowy wojewoda Michał Grażyński. Pierwszym dyrektorem rozgłośni został muzyk, prof. Stefan Tymieniecki. Od początku istnienia rozgłośni był z nią związany m.in. Stanisław Ligoń, jej drugi dyrektor od stycznia 1934 r. aż do wybuchu II wojny światowej. Ligoń był radiowcem, autorem programów regionalnych m.in. „Przy źeleźnioku”. Pierwszą spikerką katowickiego radia była Helena Reutt-Tymieniecka. Dnia 20 sierpnia 1937 siedzibę radia przeniesiono na ul. Juliusza Ligonia 29, gdzie mieści się do dzisiaj. Autorem projektu gmachu, ukończonego w 1938 r., był architekt Tadeusz Eugeniusz Łobos. 
9 marca 1953 r. rozgłośnia zmieniła swoją nazwę na Polskie Radio Stalinogród, która została zniesiona 20 grudnia 1956 r.
29 grudnia 2023 postawiona w stan likwidacji.

## Radio obecnie
Aktualnie Radio Katowice jest największą rozgłośnią regionalną w Polsce. Obejmuje swym zasięgiem całe województwo śląskie i znaczną część województw ościennych oraz część terenów Czech i Słowacji. Posiada redakcje w Częstochowie i Bielsku-Białej.
Stacja posiada swoje studio nagraniowe dla muzyków, oraz salę występów, gdzie odbywają się zamknięte koncerty.
W 2007 roku rozgłośnia została lauretaem Nagrody im. Wojciecha Korfantego.

## Słuchalność
Według badania Radio Track (wykonane przez Millward Brown SMG/KRC) za okres grudzień-maj 2021/2022, wskaźnik udziału w rynku słuchalności Polskiego Radia Katowice wyniósł 3,7 proc., co dało tej stacji 7. pozycję w rynku radiowym Aglomeracji Śląskiej.

## Lokalizacje analogowych stacji nadawczych
| Nadajnik                                             | Częstotliwość | Moc    | Polaryzacja |
| ---------------------------------------------------- | ------------- | ------ | ----------- |
| Częstochowa/Wręczyca                                 | 98,4 MHz      | 60 kW  | pionowa     |
| Katowice/Kosztowy                                    | 102,2 MHz     | 60 kW  | pozioma     |
| Racibórz/ul. Cmentarna                               | 97,0 MHz      | 1 kW   | pionowa     |
| Siemianowice Śląskie/Bytków                          | 101,2 MHz     | 1 kW   | pionowa     |
| Wisła/G. Skrzyczne                                   | 103,0 MHz     | 10 kW  | pozioma     |
| Zabrze (komin Elektrociepłowni Zabrze, ul. Korczoka) | 89,3 MHz      | 0,5 kW | pionowa     |

## Odbiór cyfrowy
Od 1 października 2013 roku rozgłośni można słuchać na radioodbiornikach naziemnej radiofonii cyfrowej DAB+ na częstotliwości 216,928 MHz.

## Redakcja Radia Katowice
- Maciej Bakes (Zielony telefon)
- Samuel Baron (reporter)
- Rafał Chirowski (prezenter)
- Marek Ciepliński (sekretarz programu, redaktor, wydawca)
- Dawid Damszel (prezenter, dziennikarz, wydawca)
- Marta Dobrowolska (dziennikarka)
- Rafał Drabek (realizator dźwięku, publicysta muzyczny)
- Tomasz Gancarek (serwisant)
- Katarzyna Głuch-Juszkiewicz (dziennikarka)
- Bartek Gruchlik (redakcja muzyczna, "Lista Przebojów Radia Katowice")
- Piotr Grzesiak (dziennikarz redakcji nowych mediów)
- Sławomir Herman (serwisant, wydawca)
- Jarosław Juszkiewicz (prezenter, Nauka na UKF-ie, Wirtualny Wieczór Wtorkowy)
- Gabriela Kaczyńska (dziennikarka)
- Łukasz Kałuża (zastępca Dyrektora Programowego)
- Piotr Karmański (dyrektor kreatywny, szef Działu Promocji)
- Krzysztof Klepczyński (redaktor sportowy, "Z mikrofonem po boiskach")
- Ewelina Kosałka-Passia (serwisantka, Stylowy zawrót głowy, Symbole popkultury, Trzecia Fala)
- Jarosław Krajewski (zastępca redaktora naczelnego ds. programowych, prezenter radiowy, wydawca)
- Monika Krasińska (redaktorka)
- Jacek Kurkowski (realizator dźwięku)
- Łukasz Kwaśny (reporter)
- Małgorzata Lachendro (dziennikarka)
- Agnieszka Loch (reporterka)
- Łukasz Łaskawiec (serwisant)
- Zdzisław Makles (koordynator ds. redakcji terenowych)
- Mariusz Masiarek (Dyrektor Programowy)
- Marek Mierzwiak (reportażysta, Ścieżki miłości, Szkoła bardzo wieczorowa, Więcej kultury proszę)
- Anna Musialik (redaktorka, Ślady, Więcej kultury proszę)
- Tadeusz Musioł (redaktor sportowy, "Z mikrofonem po boiskach")
- Piotr Muszalski (redaktor)[12]
- Ewa Niewiadomska (kierownik redakcji Kultury, Moc Kultury, Pozytywka, Więcej kultury proszę)
- Andrzej Ochodek (redakcja w Bielsku-Białej)
- Joanna Opas (reporterka)
- Piotr Ornowski (prezes zarządu, redaktor naczelny)
- Cezary Orzech (redaktor, Podniebne opowieści, Trójwymiarowa prognoza pogody)
- Wojciech Pacula (reportażysta, redaktor)
- Piotr Pagieła (prezenter, serwisant)
- Maria Pańczyk-Pozdziej (dziennikarka, Po naszymu, czyli po śląsku)
- Andrzej Prugar (dyrektor ds. technicznych)
- Zbigniew Rudnicki (Wirtualny Wieczór Wtorkowy, Magazyn nowoczesnych technologii)
- Marcin Rudzki (dziennikarz)
- Anna Sekudewicz-Rączaszek (reportażystka - laureatka Prix Italia, zastępca Redaktora Naczelnego, Trzy kwadranse z reportażem)
- Dariusz Schmidt (dziennikarz)
- Danuta Skalska (redaktorka, Lwowska Fala)
- Wojciech Skowroński (prezenter, dziennikarz)
- Dorota Stabik (reporterka)
- Bogumił Starzyński (prezenter muzyczny)
- Agnieszka Strzemińska (dziennikarka, Z lamusa Leszka Mazana, Salon Słowa)
- Dominika Sygiet (prezenterka)
- Maciej Szczawiński (redaktor, krytyk literacki, Poczta poetycka, Więcej kultury proszę)
- Łukasz Szwej (prezenter, reporter)
- Agnieszka Tatarczyk (serwisantka, prezenterka)
- Beata Tomanek (redaktorka, reportażystka, Czy to prawda że..., Gdzieś obok nas, Za horyzontem-magazyn turystyczny)
- Stanisław Wiera (redaktor, realizator nagrań, Czy to prawda że...)
- Józef Wycisk (publicysta ekonomiczny, Masz prawo, Informacje gospodarcze, Suma-magazyn ekonomiczny)
- Jerzy Zawartka (redaktor, prezenter)